# Placca Woodlark

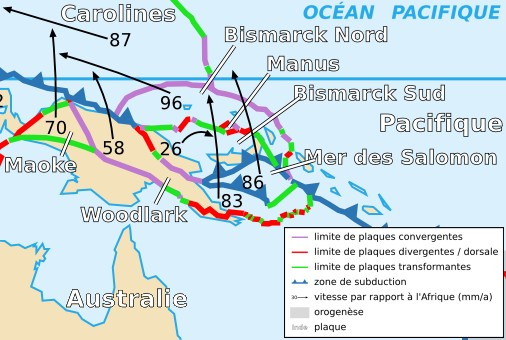
Collocazione della placca Woodlark

La placca Woodlark  è una microplacca tettonica della litosfera terrestre. Ha una superficie di 0,01116 steradianti ed è associata alla placca australiana.
Deriva il suo nome dall'isola Woodlark in Papua Nuova Guinea.

## Caratteristiche
È situata nella parte occidentale dell'Oceano Pacifico e copre la parte centrale e orientale della Nuova Guinea e la parte meridionale del Mare delle Salomone, tra cui le isole Trobriand. 
La placca Woodlark è in contatto con la placca delle Caroline, la placca delle Bismarck Nord, la placca delle Bismarck Sud, la placca del Mare delle Salomone, la placca pacifica, la placca australiana, la placca Maoke e la placca di Bird's Head. 
La placca si sposta con una velocità di rotazione di 1,546° per milione di anni secondo un polo euleriano situato a 22°14' di latitudine nord e 132°33' di longitudine est.